# Ulrich Radoy
Hans-Ulrich Radoy (* 27. Februar 1952 in Weimar) ist ein deutscher Schauspieler, Theaterregisseur und Autor.

## Leben
Ulrich Radoy ging nach einer Ausbildung zum Buchdrucker und Arbeit als Bühnentechniker am Deutschen Nationaltheater Weimar, nach Berlin, wo er ein Schauspielstudium an der Hochschule für Schauspielkunst „Ernst Busch“ absolvierte.
Danach war er an verschiedenen deutschen Theatern als Schauspieler engagiert, unter anderen am Theater Prenzlau, Theater Greifswald, Theater der Altmark Stendal und den Städtischen Bühnen Quedlinburg.
Es folgten Jahre freiberuflicher Arbeit an den Bühnen in Anklam, in Hannover, am Harzer Bergtheater in Thale, Naturtheater Greifensteine, Altstadttheater Berlin-Spandau und den Störtebeker-Festspielen in Ralswiek (Rügen).
Nachdem Ulrich Radoy während seiner Arbeit in Quedlinburg begonnen hatte, sich der Theaterregie zuzuwenden, bestimmte dies seine Arbeit ab 1985 in Berlin und Brandenburg, wo er als Regisseur, Schauspielpädagoge, sowie Atem- und Stimmlehrer, u. a. an der Filmschauspielschule Berlin tätig wurde.
1999 gründete er das BerlinerZentralTheater (zuerst, bis 2007, unter dem Namen „Trommeltheater“), mit dem er die unten aufgeführten Stücke seit „Gehen“ inszenierte.
Seit 1994 arbeitet Ulrich Radoy auch als Autor, vor allem fürs Theater.

## Filmografie (Auswahl)
- 1985: Junge Leute in der Stadt
- 1991: Pictures at an exibition
- 1995: Irokese
- 2000: Der Ärgermacher
- 2002: undercover[1]
- 2002: Die Anstalt

## Theaterregie (Auswahl)
- “Die Überquerung des Niagara-Falles” von Alegria (1984)
- “Das Glas Wasser” von Scribe/Käutner (1985)
- “Ich und Spitzweg oder umgekehrt” von Mannhardt (1993)
- Woyzeck von Georg Büchner (1994)
- Truffaldino nach Carlo Goldoni (1994)
- “Rotkäppchen für Mutige” (Studioinszenierung an der Hochschule für Schauspielkunst „Ernst Busch“ Berlin 1997)
- “Besuch bei Katt und Fredda” von v. Zadow (2000)
- „Gehen“ Etüde von Ulrich Zimmermann (2000)
- Die RäuberInnen nach Friedrich Schiller (2001)
- „Gretchen in Love“ Szenen aus Faust. Der Tragödie erster Teil von Johann Wolfgang von Goethe (2002)
- „Nein!“ Szenen aus Lysistrate von Aristophanes (2003)
- Kabale und Liebe von Friedrich Schiller (2004)
- Der Sturm von William Shakespeare (2005)
- Im Morgengrauen ist es noch still von Boris Wassiljew (2006)
- Don Quijotes Abenteuer nach Miguel de Cervantes (2007)
- Pension Schöller nach Carl Laufs und Wilhelm Jacoby (2008)
- Am kürzeren Ende der Sonnenallee von Thomas Brussig (2009)
- Faust II von Johann Wolfgang von Goethe (2010)
- Das Käthchen von Heilbronn von Heinrich von Kleist (2011)
- Der Raub der Sabinerinnen nach Franz und Paul von Schönthan (2012)
- Macbeth von William Shakespeare (2013)
- Don Juan nach Molière (2014)
- Ein St.-Johannis-Nachts-Traum nach William Shakespeare (2015), BZT- Studio be
- Ödipus/Antigone von Sophokles (2015)
- Woyzeck von Georg Büchner (2016), BZT - Studio be
- G'schichten aus dem Wiener Wald von Ödön von Horváth (2016)
- Nichts Neues aus Hollywood von Curt Goetz (2017)
- Der Revisor von Nikolai Gogol (2018)
- „Luise Miller, ein Thriller von Schiller“ nach Kabale und Liebe von Schiller (2019), Die EINmaligen
- Draußen vor der Tür von Wolfgang Borchert (2019)
- Die Stärkere von August Strindberg (2020), studio plus

## Werke (Auswahl)
- Maria, ein Krippenspiel (1994)
- Am kürzeren Ende der Sonnenallee (nach Thomas Brussig) (2009)[2]
- Fremd (2016)[3]
- JULIA und Romeo (2017)[4]
- Emilio Q., genannt Don Quijote (2017)[5]
- Kaltes Herz (2018)[6]
- Mascha und Zecke und überhaupt (2020)[7]
- Was mag der Traum bedeuten? - Ein Brandenburger Regionalkrimi in zwei Teilen[8]